# Кремальер
Кремальер (от фр. crémaillère, зубчатая рейка) — излом в линии окопа или бруствера в фортификации XIX века. Устраивался как для лучшего обстрела местности (вдоль вала), так и для защиты от вражеского огня, направленного вдоль окопа. 
Кремальеры в плане похожи на пилу и планировались таким образом, чтобы два соседних фаса заграждения были расположены перпендикулярно, с  одним фасом короче другого в несколько раз.